# Honcearîha, Mlîniv
Honcearîha (în ucraineană Гончариха) este un sat în comuna Vladîslavivka din raionul Mlîniv, regiunea Rivne, Ucraina.

## Demografie
Componența lingvistică a localității Honcearîha
     Ucraineană (100%)
Conform recensământului din 2001, toată populația localității Honcearîha era vorbitoare de ucraineană (100%).